# تومي كايند
تومي كايند (بالألمانية: Tommy Kind)‏ هو لاعب كرة قدم ألماني في مركز قلب الدفاع، ولد في 2 مارس 1992 في ألمانيا. لعب مع FC Rot-Weiß Erfurt ‏.

## وصلات خارجية
- تومي كايند على موقع قاعدة بيانات كرة القدم.إي يو (الإنجليزية)
- تومي كايند على موقع عالم كرة القدم.نت (الإنجليزية)